# Національний художній музей імені Мікалоюса Константінаса Чюрльоніса

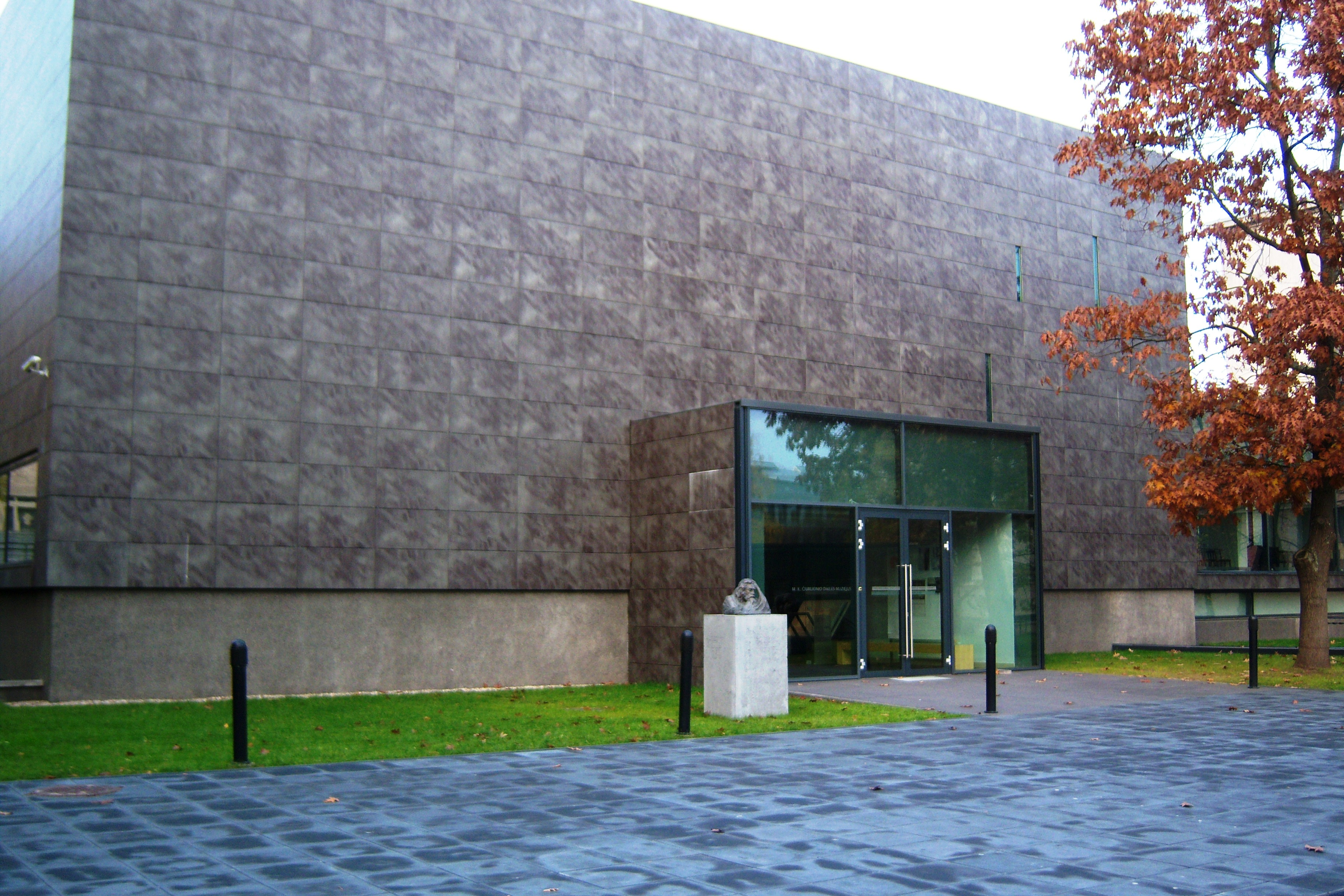
Південний фасад прибудови до музею (після реконструкції 2003 року)

Національний художній музей імені Мікалоюса Константінаса Чюрльоніса (лит. Nacionalinis Mikalojaus Konstantino Čiurlionio dailės muziejus) — художній музей у місті Каунас (Литва). Найстаріший у Литві художній музей, заснований 14 грудня 1921 року.

## Історія
Ідея створення в Литві власного художнього музею з'явилася одночасно із заснуванням Литовського мистецького товариства, яке організовувало художні виставки творів мистецтва литовських митців починаючи з 1907 року. Однак здійснити ідею вдалося лише після здобуття Литвою незалежності в 1918 році.
Установчий Сейм Литовської Республіки в 1921 році прийняв закон про створення художньої галереї і присвоєння їй імені великого литовського художника і композитора М. К. Чюрльоніса, який стояв біля витоків Литовського мистецького товариства і помер 1911 року. Спочатку до будівлі художньої школи, побудованої за проектом архітектора Володимира Дубенецького, була прибудована галерея. Будівництво велося дуже швидко, так як наближалося 50-річчя з дня народження великого художника. З Москви були привезені картини М. К. Чюрльоніса, що знаходилися в евакуації з часів Першої світової війни. Відкриття галереї відбулося 24 вересня 1925 року, хоча будівля не була добудована повністю. Ця галерея вважається першою музейною будівлею в Литві.
Через кілька років, під час святкування 500-річчя Великого князя литовського Вітовта (Вітаутаса), був закладений і освячений наріжний камінь нового музейного будинку, у якому одночасно повинні були розташуватися військовий музей і художній музей-галерея імені М. К. Чюрльоніса. Проектуванням нової будівлі займався Володимир Дубенецький в співавторстві з архітекторами К. Рейсоном і К. Кріщюкайтісом. Нова будівля була відкрита в 1936 році. У нього були перенесені фонди як з тимчасової галереї, так і з інших музеїв. У 1944 році музей було перейменовано в Каунаський державний художній музей ім. Чюрльоніса. З плином часу було вирішено виділити спадщину М. К. Чюрльоніса в окрему експозицію, для якої в 1969 році була зроблена спеціальна прибудова.
У 1997 році художньому музею було надано статус національного музею. Відвідувачі можуть ознайомитися з експозиціями литовського народного, прикладного та образотворчого мистецтва, починаючи з XVI століття.
Національний художній музей імені М. К. Чюрльоніса має величезне зібрання різних художніх колекцій, які розташовані в 12 підрозділах (філіях).

## Експозиція
Художній музей М. К. Чюрльоніса в Каунасі зберігає понад 355 000 експонатів. Колекції музею включають в себе творчу спадщину М. К. Чюрльоніса, литовське народне мистецтво 15-20 століть, литовське образотворче та декоративно-ужиткове мистецтво, мистецтво Стародавнього світу, зарубіжне образотворче та ужиткове мистецтво, нумізматику, народне мистецтво і архіви, які відображають художнє життя Литви.

## Галерея

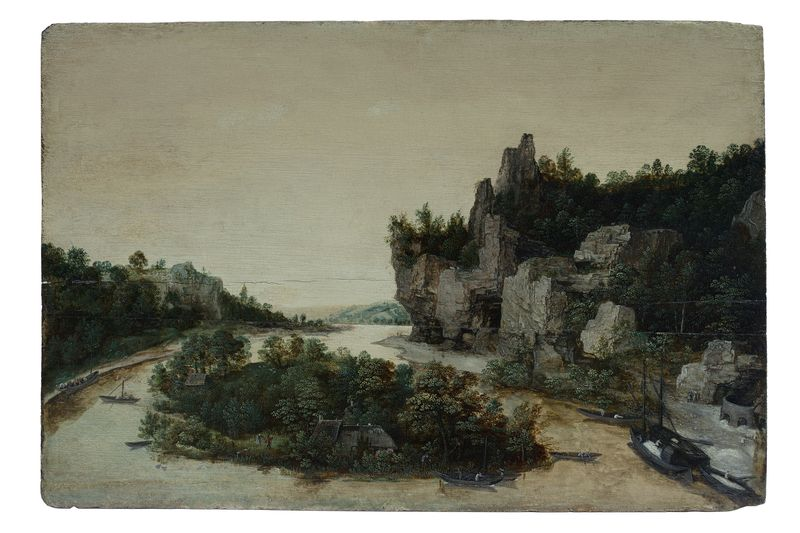
Лукас ван Фалькенборх. «Річковий пейзаж», 1580–1590.
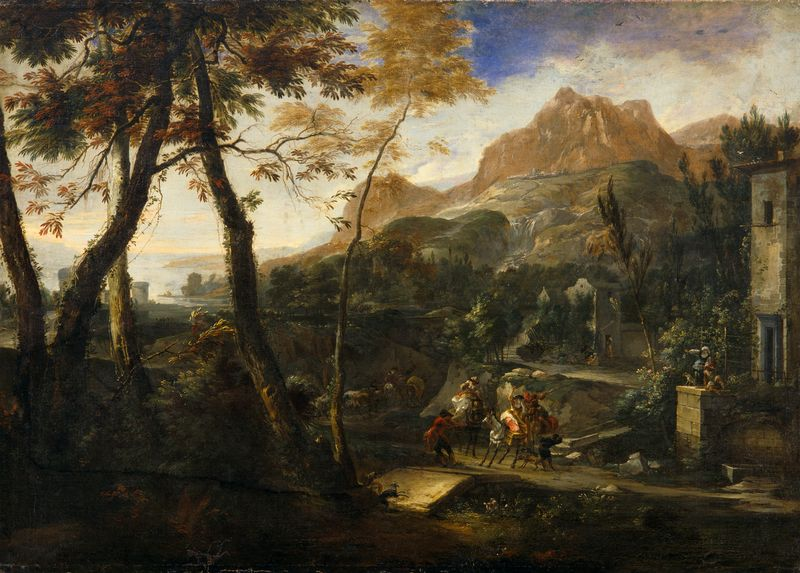
Філіпс Августин Імменрает. «Пейзаж з водоспадом».
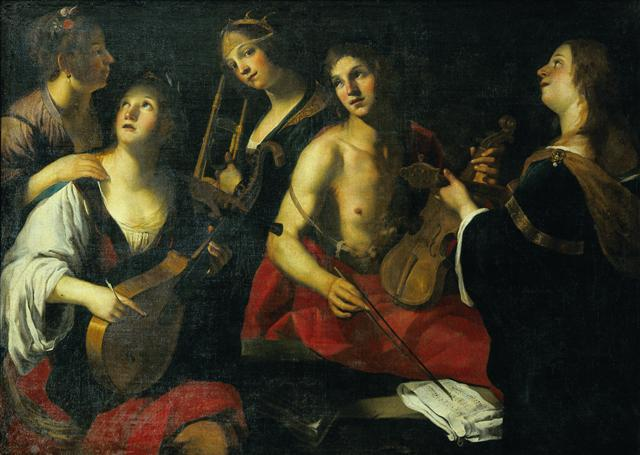
Франческо Рустічі. «Концерт», 1610-1626.
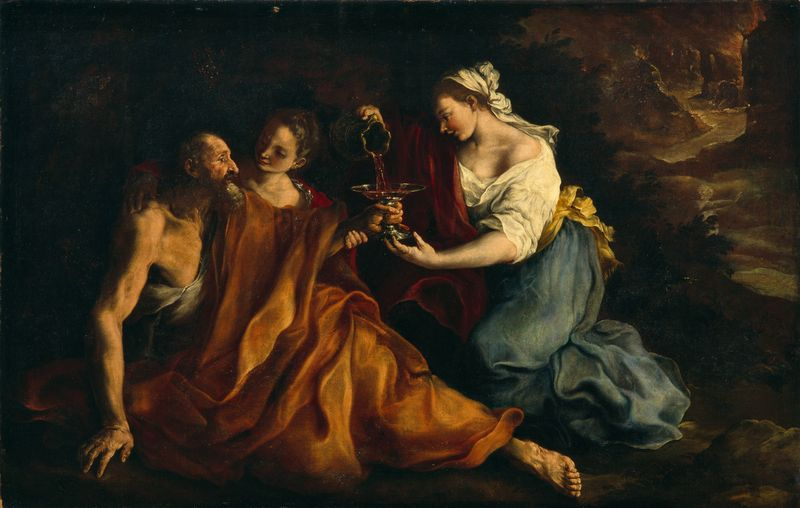
Бартоломео Гвідобоно. «Лот із дочками», близько 1700 року.
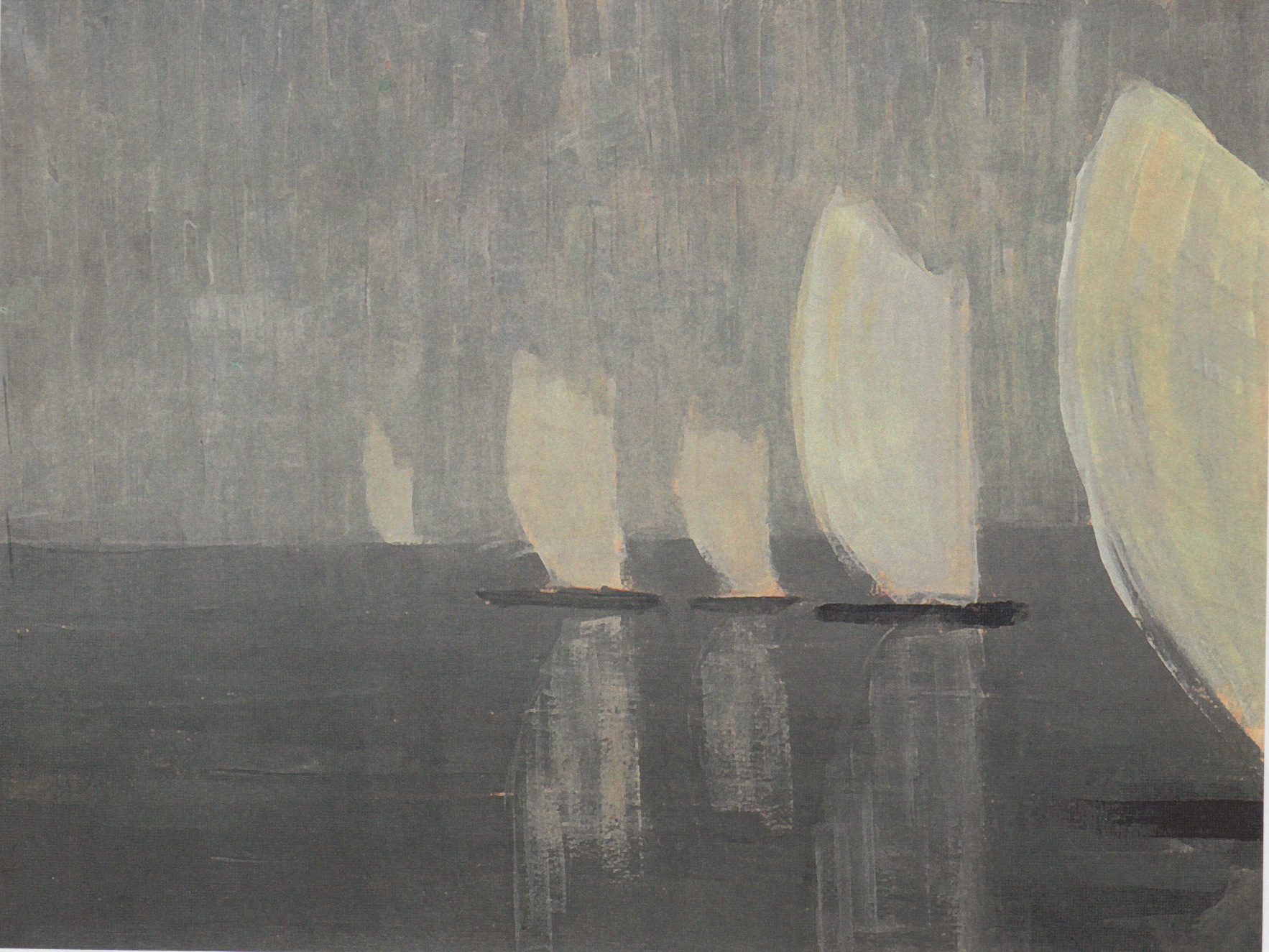
Мікалоюс Константінас Чюрльоніс. «Парусники», 1906.
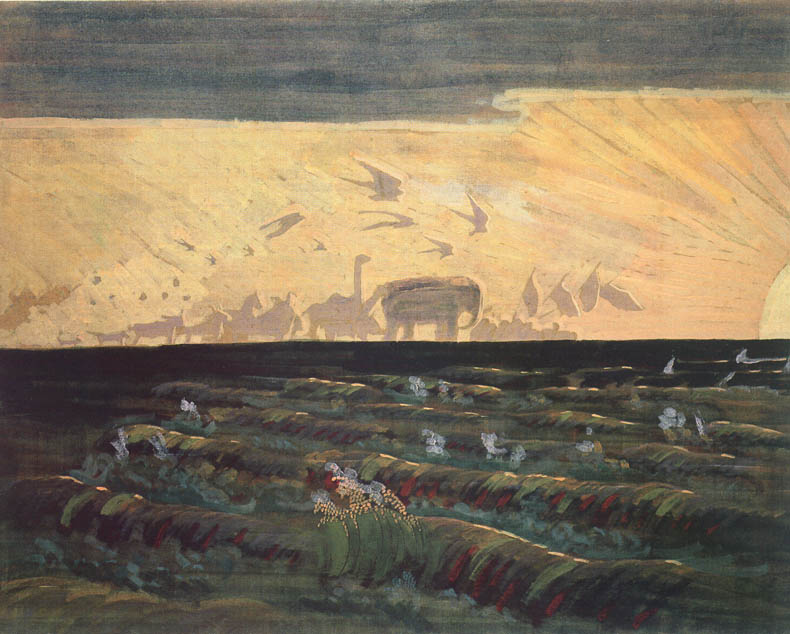
Мікалоюс Константінас Чюрльоніс. «Адорація сонцю», 1909.

## Підрозділи музею
- Художній музей імені М. К. Чюрльоніса, вул. В. Путвінскьо 55.
- Художня галерея Миколаса Жилінскаса, пл. Непріклаусомібес 12 (архітектор Євген Мілюнас, Кястутис Кіселіус, Саулюс Юшкіс, 1989).
- Історичний Президентський палац республіки, вул. Вільняус 33 (відкритий з 5 липня 2005 року).
- Каунаська картинна галерея, вул. К. Донелайчьо 16 (архітектори Люція Гедгаудіене, Йонас Навакас Ганаускас, 1978).
- Музей кераміки, пл. Ротушес 15, відкритий 1978 року в підвалах Каунаської ратуши (не працює з 2016 року).
- Меморіальний музей Мікалоюса Константінаса Чюрльоніса, вул. М. К. Чюрльоньо 35, Друскінінкай.
- Меморіальний музей Антанаса Жмуйдзінавічуса, вул. В. Путвінскьо 64 (архітектор Вітаутас Ландсбергіс-Жемкалніс, 1928), експозиція була відкрита 1966 року.
- Музей чортів, вул. В. Путвінскьо 64,(архітектор А. Мажейка, 1982)
- Будинок Аделі і Паулюса Галауняй, ал. Відуно 2 (архітектор Арнас Функас, 1934), відкритий 1995 року.
- Меморіальний музей Людаса Труйкіса і Маріон Ракаускайте, вул. Е. Фріко 14, відкритий 1994 року.
- Меморіальний музей Юозаса Зікараса, вул. Ю. Зікаро 3, заснований 1999 року в будинку скульптора.
- Галерея Вітаутаса Казімераса Йонінаса, вул. М. К. Чюрльоньо 41, Друскінінкай

Національний художній музей імені М. К. Чюрльоніса
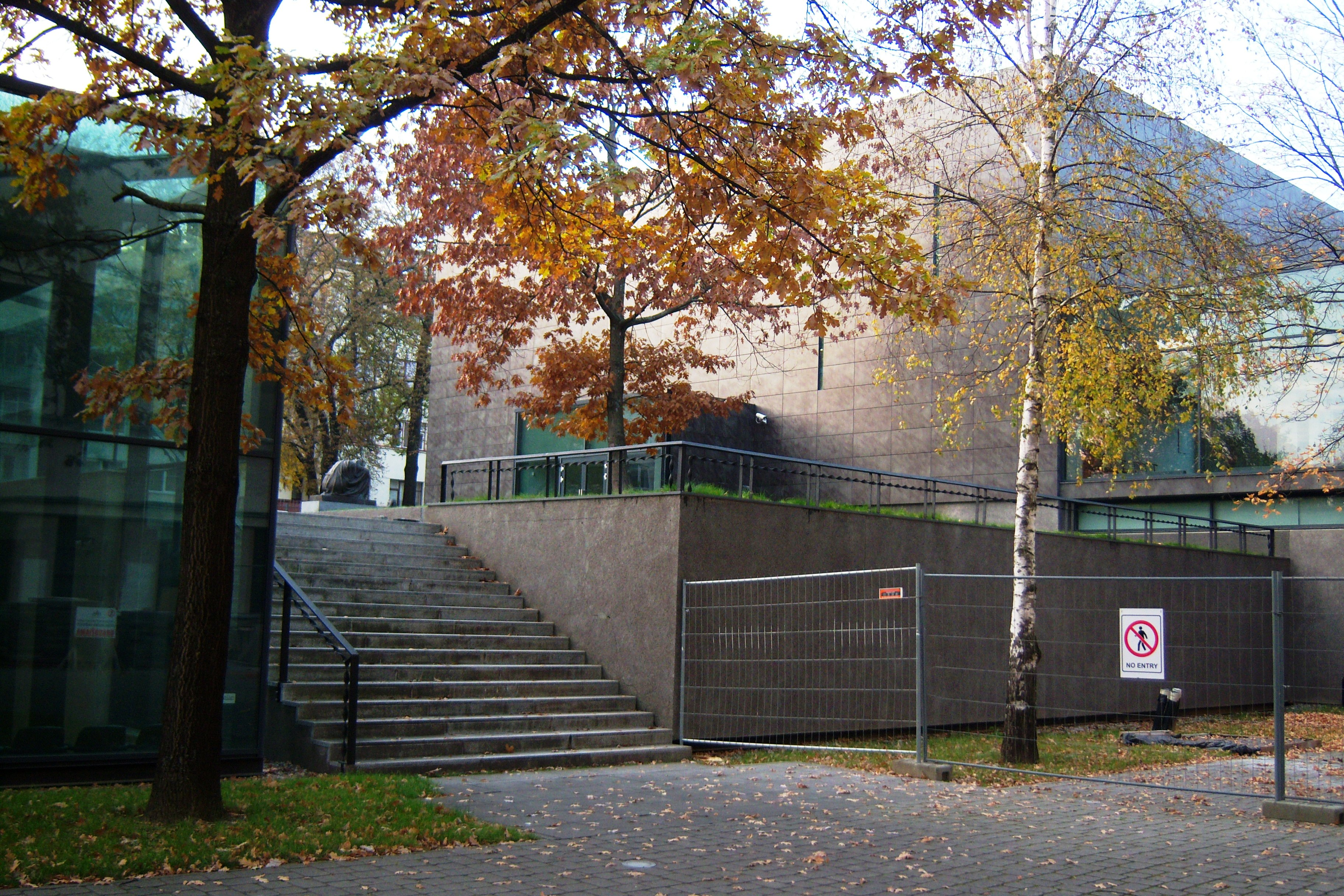
Національный художній музей імені М. К. Чюрльоніса
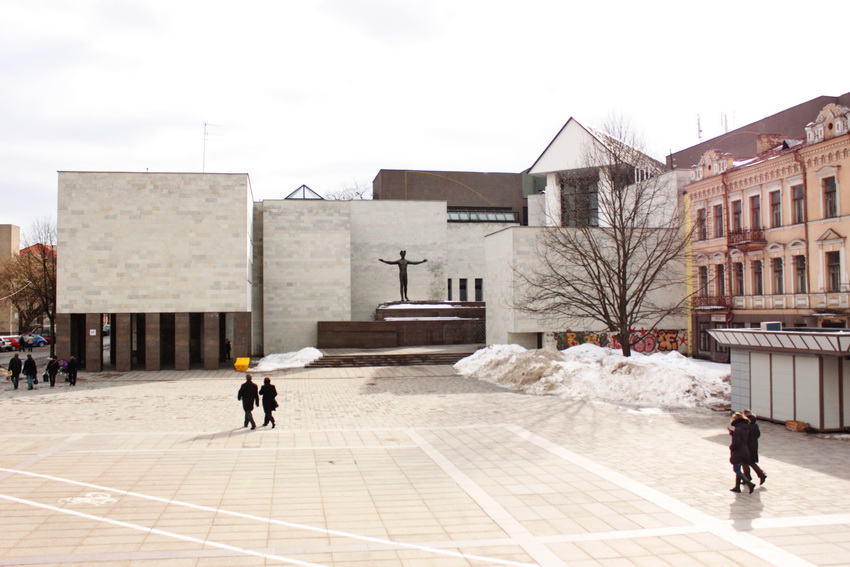
Художественная галерея Миколаса Жилінскаса
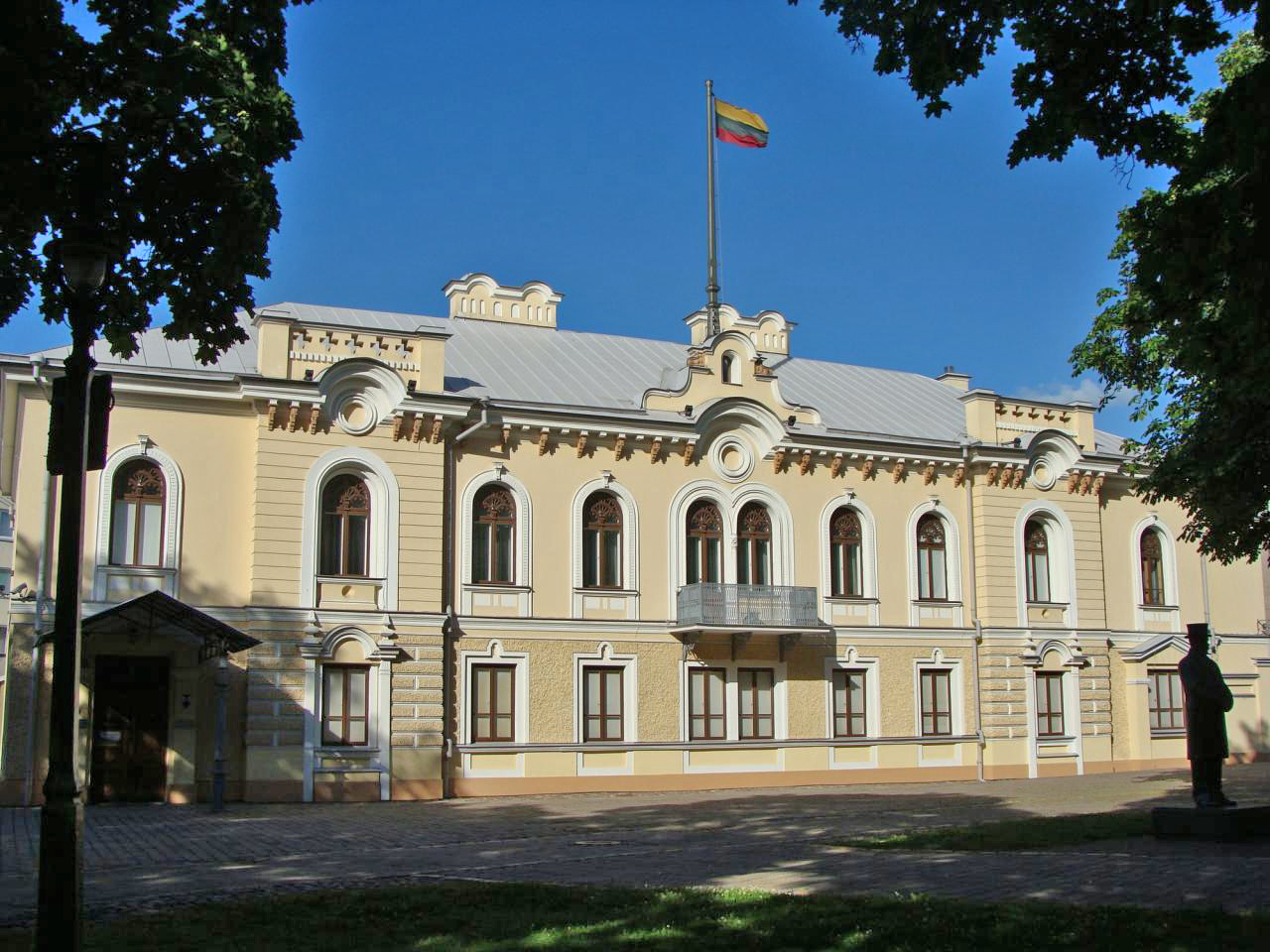
Історичний Президентський палац республіки
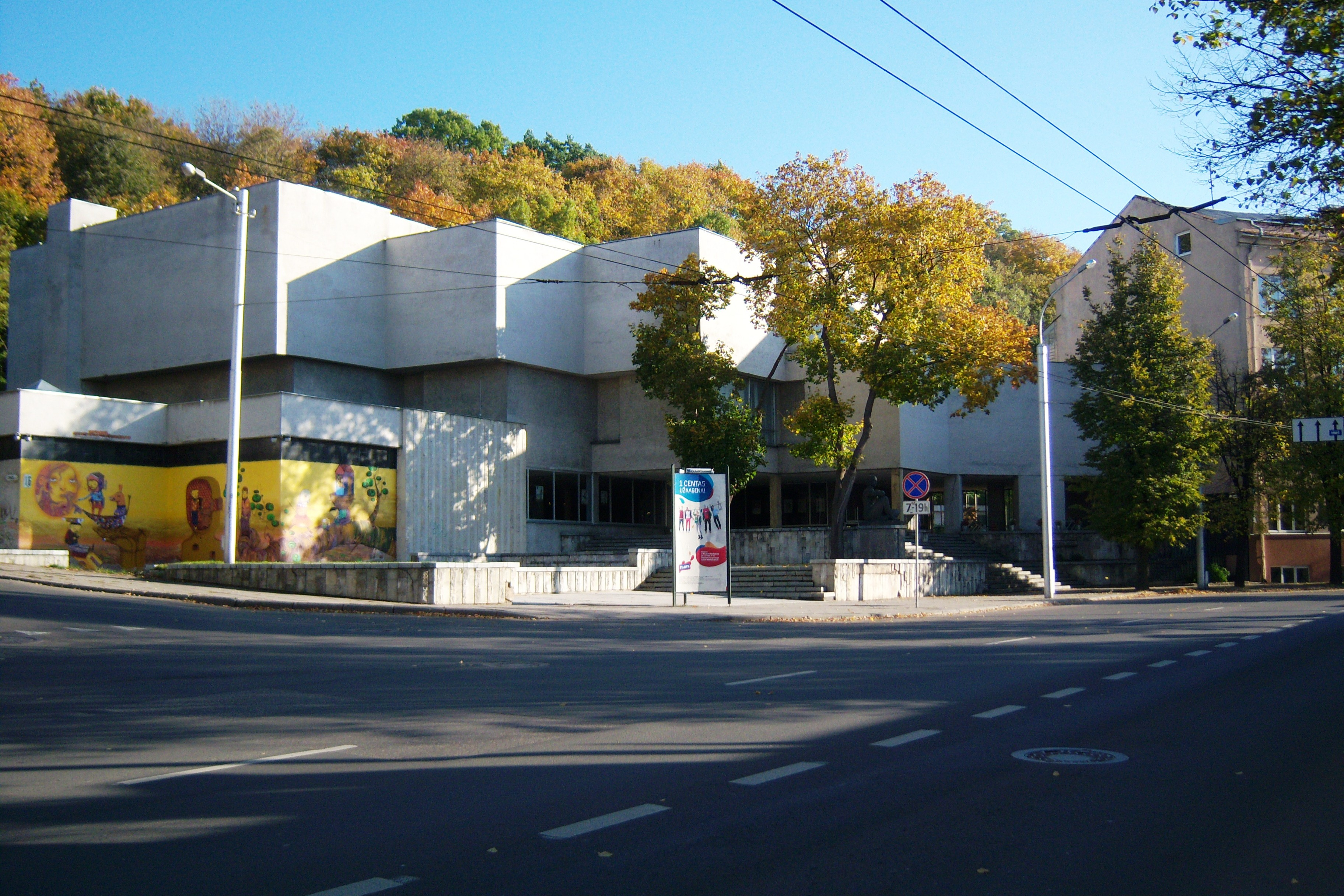
Каунаська картинна галерея
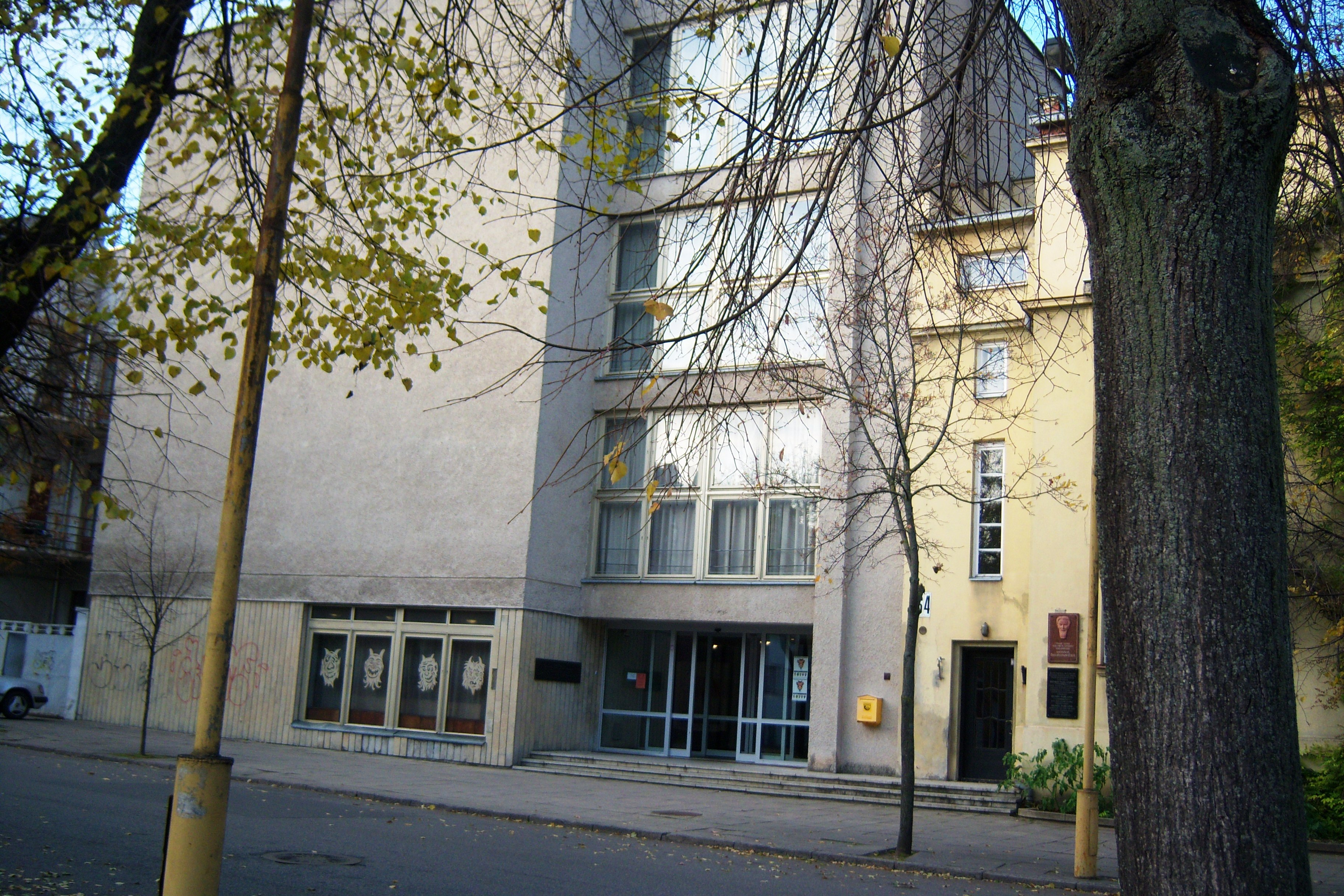
Мемориальный музей Антанаса Жмуйдзінавічуса
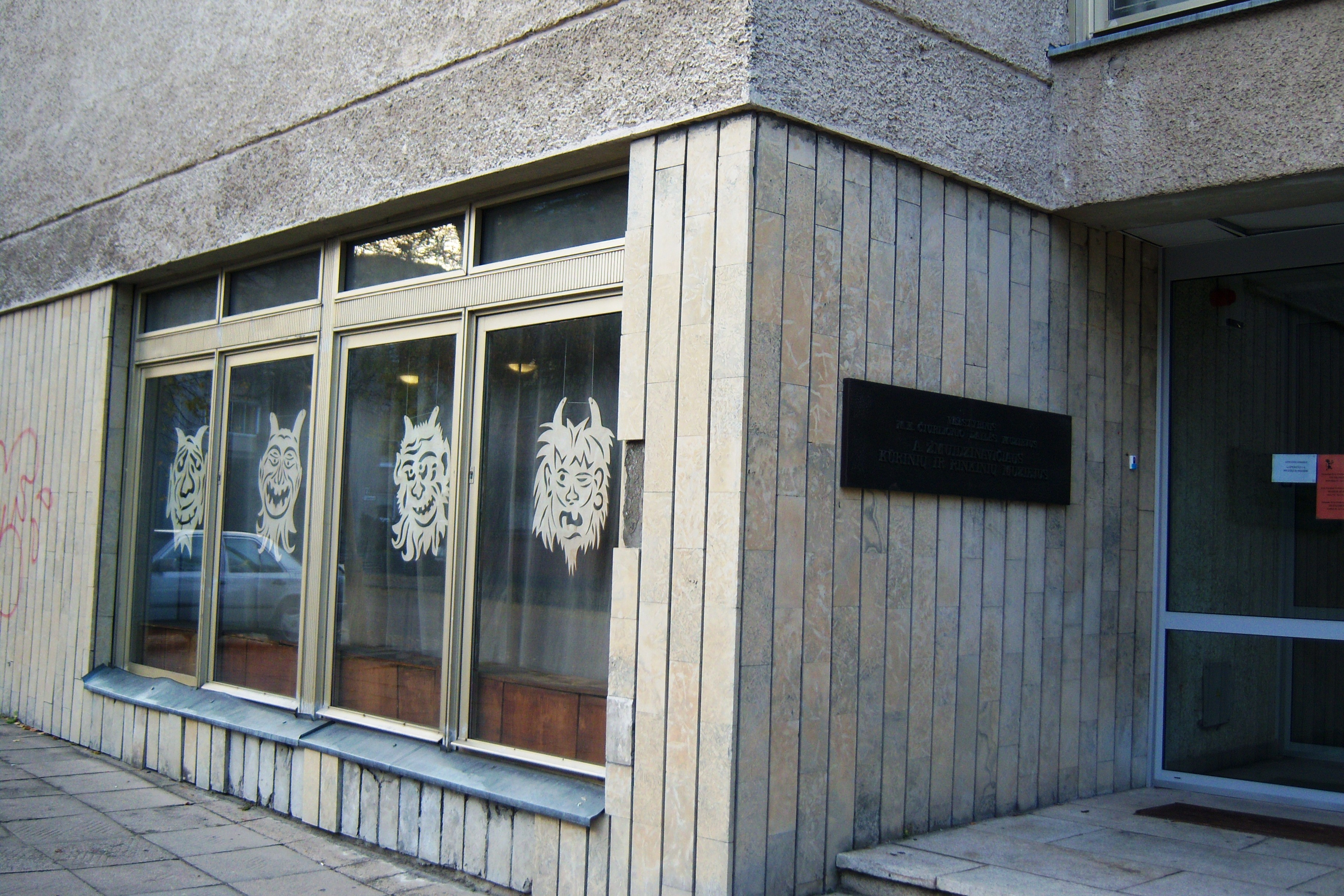
Музей чортів
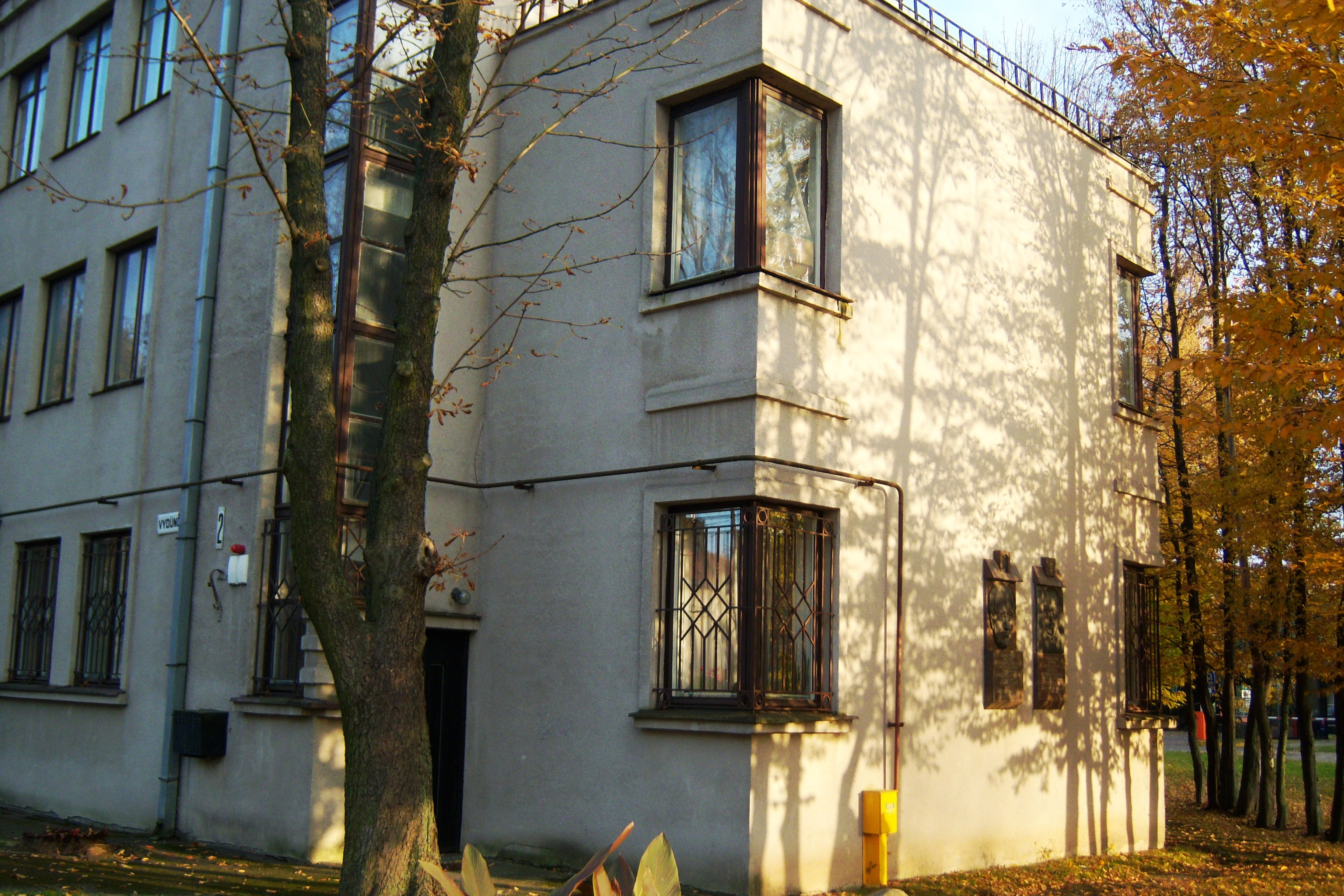
Будинок Аделі і Паулюса Галауняй
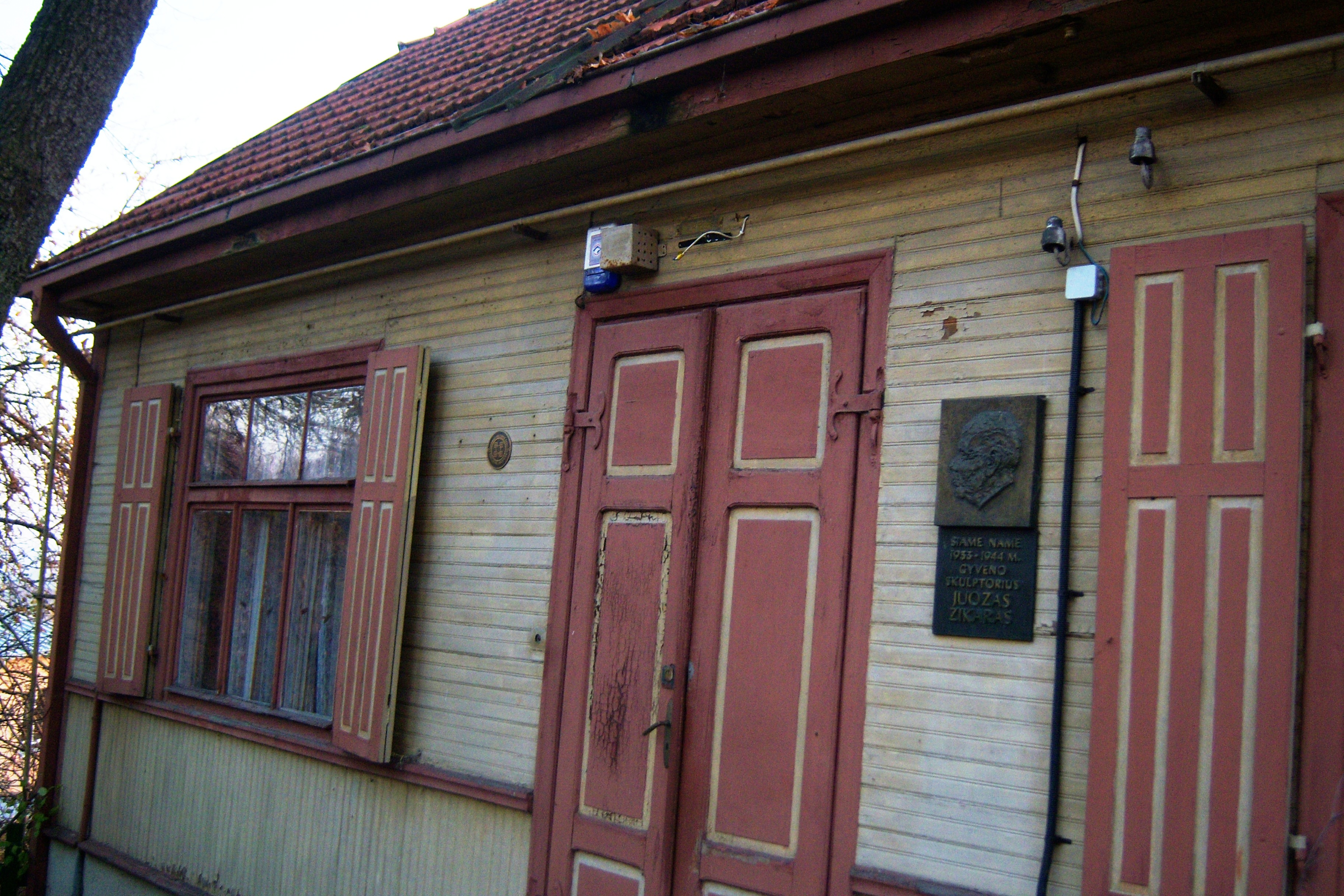
Меморіальний музей Юозаса Зікараса
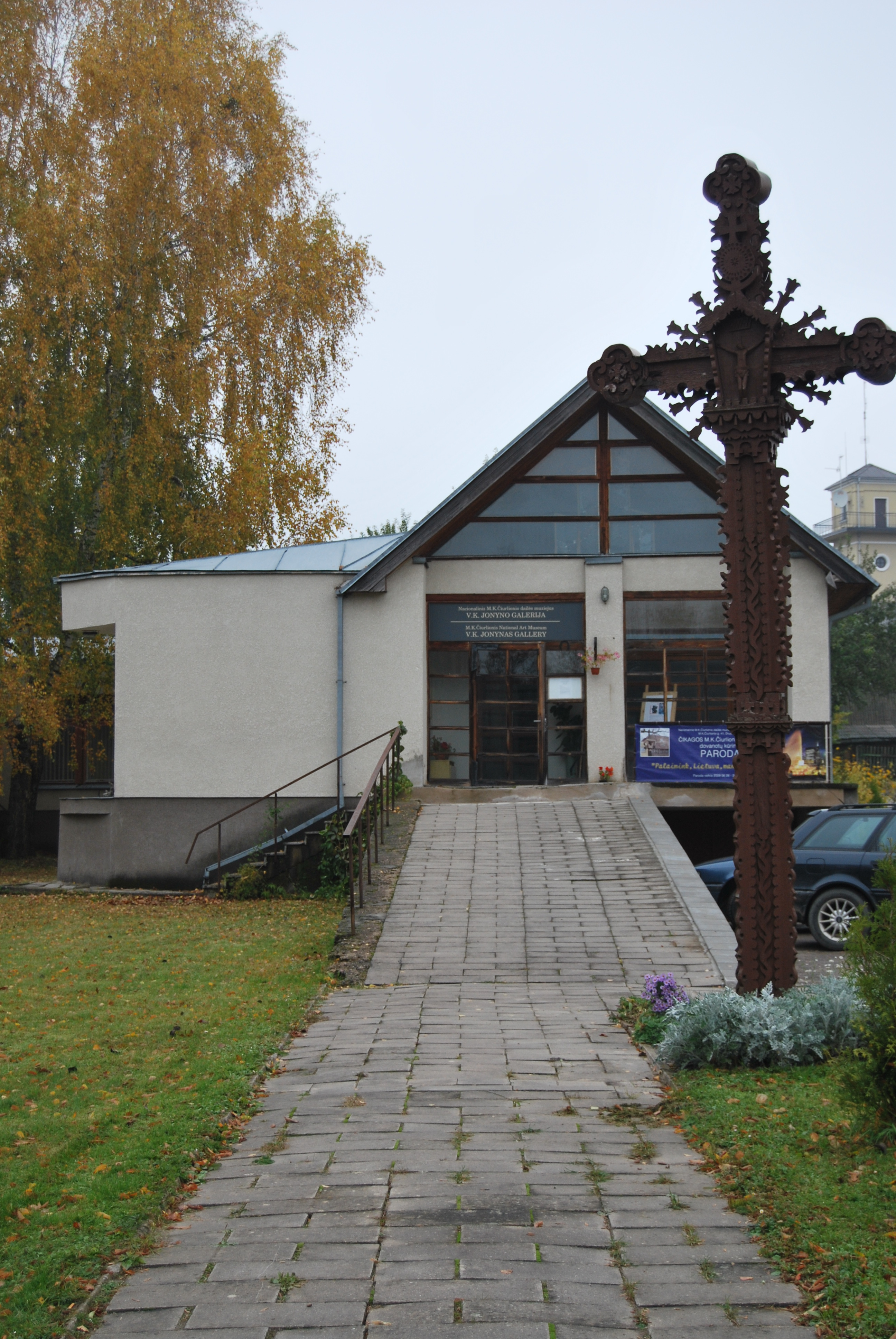
Галерея Вітаутаса Казімераса Йонінаса (Друскінінкай)